# Eugenia sinaloae
Eugenia sinaloae är en myrtenväxtart som beskrevs av Paul Carpenter Standley. Eugenia sinaloae ingår i släktet Eugenia och familjen myrtenväxter. Inga underarter finns listade i Catalogue of Life.